# Campeonato Tocantinense de Futebol de 2024 - Segunda Divisão
O Campeonato Tocantinense de Futebol - Segunda Divisão de 2024 será a 16ª edição da segunda divisão da competição de futebol do estado do Tocantins. O campeonato terá início no dia 01 de outubro e terminará no dia 14 de dezembro.

## Regulamento
O Campeonato Tocantinense de Futebol de 2024 - Segunda Divisão será disputado em quatro fases: na primeira fase, as 13 equipes serão divididas em dois grupos denominado de "Grupo A", que terá sete equipes e o "Grupo B", que contará com seis equipes, que se enfrentam entre si em jogos de ida. Avançam à segunda fase os oito times melhores colocados na classificação de cada grupo. Na fase de "semifinais", as equipes se enfrentam em jogos de ida e volta. As duas melhores equipes garantem o acesso e decidem o título da edição 2024. Campeão e vice terão direito de disputar a primeira divisão de 2025.

### Critério de desempate
Os critério de desempate foram aplicados na seguinte ordem:
1. Maior número de vitórias
2. Maior saldo de gols
3. Maior número de gols pró (marcados)
4. Confronto direto (somente entre dois clubes)
5. Menor número de gols sofridos
6. Sorteio na sede da F.T.F.